# Frank Thomas

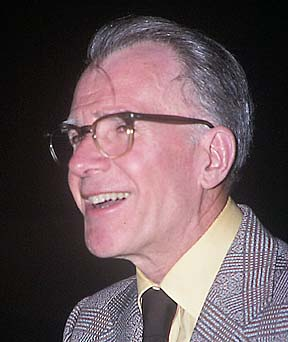
Thomas in 1974

Franklin Rosborough "Frank" Thomas (Fresno, 5 september 1912 - La Cañada Flintridge, 8 september 2004) was een striptekenaar die werkte voor Walt Disney en behoorde tot de beroemde groep van negen tekenaars die werden aangeduid als Disney's Nine Old Men.
Na zijn afstuderen aan de Stanford-universiteit ging Thomas in 1934 werken voor de studio van Walt Disney. Hij werd daar medewerker nummer 224. 
Als tekenaar werkte hij mee aan beroemde Disney-films zoals 'Sneeuwwitje en de Zeven Dwergen' en 'Bambi'. Hij was de belangrijkste tekenaar van 'Lady en de Vagebond'. Ook werkte hij mee aan een groot aantal korte animatiefilms, waarvan 'The Pointer' in 1939 een Oscar kreeg in de categorie "Short Subjects, cartoons". 
Samen met Ollie Johnston (ook een Disney-legende) bracht hij in 1981 het boek "Disney Animation: The Illusion Of Life" uit. Voor striptekenaars en animatoren is dit nog steeds het belangrijkste boek op het gebied van handgetekende tekenfilms.
In 2004 sprak Thomas een cameo-rol in voor de Pixar-animatiefilm The Incredibles.
Op 8 september 2004 overleed Thomas op 92-jarige leeftijd in zijn woning in La Cañada Flintridge.